# Pokémon Battrio
Pokémon Battrio (ポケモンバトリオ?) è un videogioco arcade della serie di videogiochi Pokémon annunciato in Giappone l'11 aprile 2007 e commercializzato a partire dal 21 novembre dello stesso anno.
Dalla data del lancio sono state prodotte varie versioni di Pokémon Battrio: Pokémon Battrio + (ポケモンバトリオプラス?), Pokémon Battrio S (ポケモンバトリオスーパー?), Pokémon Battrio 0 (ポケモンバトリオゼロ?) e Pokémon Battrio V (ポケモンバトリオブイ?). Le prime due versioni del 2008 presentano modifiche al meccanismo di gioco. Nel 2009 la grafica è stata modificata e nel 2011 è stata introdotta la quinta generazione in Pokémon Battrio, modificando profondamente il titolo.
Pokémon Battrio è il primo videogioco della serie a offrire la possibilità di combattere tre Pokémon contro tre. Il suo nome deriva dall'unione delle parole inglesi battle (battaglia) e trio.

## Caratteristiche di gioco
I Pokémon sono raffigurati in puck. Ogni puck rappresenta un Pokémon e contiene informazioni come le statistiche del Pokémon (Punti Salute, Attacco, Difesa e Velocità), il suo tipo, le sue mossa e la sua rarità.
In Pokémon Battrio esistono 17 tipi. Nel corso del 2007 sono stati introdotti i primi 14 tipi: Normale, Fuoco, Acqua, Erba, Elettro, Ghiaccio, Terra, Volante, Psico, Coleottero, Roccia, Spettro, Drago e Buio. Nel febbraio 2008 sono stati inseriti Pokémon di tipo Lotta, Veleno e Acciaio. Il Pokémon leggendario Arceus presenta due tipi particolari, riferimento alle Lastre del Pokémon.
Nel videogioco sono inoltre presenti alcuni status e varie bacche.
Prima dell'uscita di Pokémon Battrio V la rarità del Pokémon veniva indicata con una Poké Ball. Dal 2011 la rarità viene espressa tramite una valutazione a stelle.

## Pokémon presenti
Inizialmente erano presente solamente 36 Pokémon: Bulbasaur, Venusaur, Charmander, Charmeleon, Wartortle, Blastoise, Pikachu, Meowth, Magmar, Eevee, Vaporeon, Jolteon, Pichu, Espeon, Gligar, Slugma, Turtwig, Grotle, Monferno, Infernape, Piplup, Empoleon, Shinx, Pachirisu, Buizel, Cherrim, Buneary, Glameow, Bronzong, Hippopotas, Carnivine, Mantyke, Snover, Rhyperior, Tangrowth, Electivire, Dialga, Palkia e Regigigas.
Successivamente il numero di Pokémon è stato portato a 289, anche grazie all'introduzione di Pokémon Battrio V che ha permesso di utilizzare Pokémon di quinta generazione.